# Arniquet
Arniquet (Anikè en créole) est une commune d'Haïti située dans le département du Sud dans l'arrondissement de Port-Salut.
Arniquet est située (18 km) de la ville des Cayes, limitrophe des communes de Port-Salut, de Torbeck, de St-Jean du Sud et de Chantal. La ville d'Arniquet est élevée au rang de commune en 1976 et comprend trois sections communale. Par sa position géographique, elle est une commune intérieure. Son relief dominant est la plaine des Cayes et son climat est considéré comme normal. Les habitants de la commune d'Arniquet s'appellent les Arniquois(es).

## Démographie
La commune est peuplée de 30 000 habitants(recensement par estimation de 2025 IHSI).

GÉOGRAPHIE
géographie de la commune d’Arniquet (créole : Anikè), située dans le département du Sud en Haïti, au sein de l’arrondissement de Port‑Salut.
🌍 Localisation & relief
- Coordonnées : environ 18°09′ N, 73°53′ O (soit 18.147 N, ‑73.8757 W)  .
- Altitude : entre 37 m (centre urbain) et 240 m selon les sources, avec une altitude typique autour de 106 m  .
- Relief majoritairement plaine côtière, sur la bordure sud-ouest de la péninsule Tiburon, dominée par la Plaine des Cayes. Vers l’est et le nord, le terrain devient vallonné ou légèrement montagneux  .

📐 Superficie & occupation du sol
- Superficie totale : environ 59,3 km² (5 929 ha)  .
- Répartition des zones :
  - ~1 % (0,70 km²) en zone urbaine (le centre de Ville de Arniquet)
  - ~29 % en zones suburbaines
  - ~70 % en zone rurale ou agricole  .

🏞️ Hydrographie & littoral
- Aucun grand fleuve, mais le centre-ville est implanté le long de la rivière L’Acul, qui irrigue la Plaine des Cayes vers l’ouest  .
- Côte caraïbe au sud-ouest : bien qu’intérieure, la commune déborde jusqu’à la mer des Caraïbes via des sections côtières; elle est proche de la côte de Port-Salut et de Roche-à-Bateaux  .

🧱 Limites & communes voisines
- Arniquet est la 4ᵉ plus petite commune du département du Sud (sur 19), avec une superficie modeste par rapport à d’autres communes du département  .
- Elle est bordée par les communes de Chantal (nord‑est), Torbeck (est), Port‑Salut (sud‑est) et Roche‑à‑Bateaux (nord‑ouest)  .
- Située à environ 16 km à l’ouest de la ville des Cayes, une des principales villes du Sud  .

🏘️ Structure administrative & densité
- Organisation en 4 sections : centre urbain (Ville de Arniquet) et trois sections rurales : Lazare, Anse-à-Drick et Arniquet (secteur rural), avec divers hameaux comme Berger, Carpentier, Maillard, etc.  .
- Population estimée à ~29 180 habitants en 2015, soit une densité moyenne de ≈492 hab/km²  .
- Le centre urbain (Ville de Arniquet) compte environ 1 900 habitants sur 0,70 km², soit une densité très élevée (> 2 700 hab/km²)  .

🌤 Climat & environnement
- Climat de type savane tropicale (Aw, classification Köppen), caractérisé par une saison sèche marquée et une saison humide plus intense  .
- Exposition abondante au soleil, typique des zones basses du climat tropical haïtien  .

🧭 En bref
Arniquet est une commune d’environ 59 km² située dans le département du Sud d’Haïti, au sein de l’arrondissement de Port‑Salut. Elle occupe la bordure côte caraïbe de la Plaine des Cayes, avec un relief  allant de la plaine au terrain modérément vallonné. Composée d’un noyau urbain dense et de vastes zones rurales, elle est bordée par quatre autres communes et est située à une quinzaine de kilomètres de la ville des Cayes. Le climat est tropical de type savane, avec une alternance saison sèche / saison humide.

## Administration
Selon l'article 4 du décret 161eme no. 16 publié le 13 février 2006 dans le journal officiel de la République d'Haïti, Le Moniteur, la commune d'Arniquet est composée des sections communales de : 1ère Section Lazarre, 2ème Section Anse-à-Drick ( appartenant antérieurement à la commune de Port-Salut), 3e Section Maillard et le Centre-Ville Arniquet.

### Administration Territoriale et décentralisation
L'administration du conseil municipal (La Mairie)
Conseil d'administration des Sections Communales (CASEC)
Assemblée de la Section Communale (ASEC)
Un Commissariat de Police (PNH)
Un Tribunal de paix (MJSP)
Office National d'identification (ONI)
Le Bureau de la délégation Communale (Délégué de Ville)
Le Bureau Électoral Communal (BEC)
Conseiller Communal de l'officier de l'état Civil
Bureau de la Direction Générale des Impots (DGI)
Centre De Santé et de Services Sociaux (MSPP)
Un Lycée National, Une bibliothèque communautaire
Une Station de radio Communautaire (Radio Expérience FM)
Bureau de Notaire, Bureau d'Arpenteur
Un Moulin Communautaire

### L'exploitation des Ressources
La fabrication des paniers avec des feuilles de cocotier, des balais en Latanier {Artisanat}, des chapeaux en paille de Vétiver et en Latanier, des cordes en Pïtres et en Mahots, des nattes avec des feuilles de bananes, des chaises en bois rembourrées avec des feuilles de palmiers, les outils de Forgeron, les montures des animaux {Celle}, le Charbon de bois, le Sirop de Miel, des Ateliers d’ébénisteries ; Chez Dunois [kay Boss TiTi] Chez Ti Jean, le Sciage des planches (Acajou, Cedre) permet de diversifier l'offre Commerciale de la Commune.

### États des Lieux
Les infrastructures disponibles qui placeront Arniquet sur la carte Touristique de la Caraïbe sont :
Le morne Zephyr, la Place d'arme, le morne Tikrik, la Grotte Zephyr, les Restaurants, le Super Market, le Marché aux puces, les Night Clubs {Carmella & Osita}, des églises, un Centre Socio-culturel, l'Acul du Sud, la ravine à l'eau, l'étang de Maurice, la Source du Ranjha, la Source de Figaro C.A [ Nan ti Sous ].

## Personnalités liées à la commune
- Joseph Willy Romélus, évêque de Jérémie (né en 1931 à Arniquet et mort en 2025 à Arniquet)
- L'ancien président Jean-Bertrand Aristide (né en 1953)
- Joseph Daniel DELIMON ( 1932-2018) le père fondateur de la création de la commune d’Arniquet.